# Naime Çakir-Mattner
Naime Çakir-Mattner (* 1969) ist eine deutsche Islamwissenschaftlerin.

## Leben
Nach ihren Ausbildungen zur Krankenschwester (1989–1992) und zur staatlich anerkannten Familienpflegerin (1996–1998) studierte sie Sozialpädagogik an der Fachhochschule Darmstadt (1998–2003) und anschließend Islamische Religionswissenschaft sowie Christlich-jüdische Religionswissenschaft und Pädagogik an der Goethe-Universität (2005–2010). Im Jahr 2012 promovierte sie im Fach Soziologie an der PH Freiburg bei Albert Scherr und Franz Hamburger. Von 2013 bis 2019 war sie wissenschaftliche Mitarbeiterin und Postdoktorandin am Institut für Studien der Kultur und Religion des Islam in Frankfurt am Main. 2019 nahm sie den Ruf an die Universität Gießen auf die W1-Professur (mit Tenure Track nach W2) für Islamische Theologie mit dem Schwerpunkt muslimische Lebensgestaltung an.
Ihre Schwerpunkte sind islamische (Sozial-)Ethik und soziale Arbeit; Migration, Gender und Religion; Islamfeindlichkeit und Rassismus; interkulturelle Bildung und Diversity Mainstreaming; interreligiöser Dialog sowie Islam und Muslime im europäischen Kontext.

## Ehrungen
Für ihr herausragendes Engagement in der politischen Bildung und bei der Vermittlung der Werte des Grundgesetzes wurde Çakir-Mattner 2019 mit dem Bundesverdienstkreuz am Bande ausgezeichnet.

## Schriften (Auswahl)
- Islamfeindlichkeit. Anatomie eines Feindbildes in Deutschland. Bielefeld 2014, ISBN 3-8376-2661-X.